# Ernst-Anton von Krosigk
Ernst-Anton Fritz Konstantin von Krosigk (* 5. März 1898 in Potsdam; † 10. April 1945 bei Kandau (Kurland)) war ein deutscher General der Infanterie des Heeres im Zweiten Weltkrieg.

## Leben
Ernst-Anton war der älteste Sohn des preußischen Hauptmanns Gebhard Friedrich von Krosigk (1864–1932) und dessen Ehefrau Helene, geborene Freiin von Bodenhausen (* 1874).

### Frühe Jahre und Erster Weltkrieg
Krosigk trat am 14. Juni 1915 als Fahnenjunker in das Garde-Jäger-Bataillon ein. Mit diesem war er im Rahmen des Ersten Weltkrieges an der Westfront eingesetzt sowie anschließend noch bis zur Demobilisierung des Regiments am 18. Januar 1919. Während dieser Zeit absolvierte Krosigk vom 15. November 1915 bis 1. Februar 1916 einen Fahnenjunker-Lehrgang in Döberitz und fand im September 1916 zugleich Verwendung im Sturmbataillon der 12. Landwehr-Division. Im Dezember 1916 absolviert er ferner einen Mörserwerferlehrgang bei der 11. Armee in Prilep, vom 16. April bis 19. Mai 1917 einen MG-Lehrgang sowie von Mai bis Juni 1918 einen Zug- und Kompanieführer-Lehrgang. Zuletzt agierte er in seinem Stammregiment als Leutnant und Adjutant. Krosigk erhielt neben beiden Klassen des Eisernen Kreuzes das Verwundetenabzeichen in Schwarz, den Eisernen Halbmond sowie den Militärorden für Tapferkeit IV. Klasse.

### Zwischenkriegszeit
Nach der Demobilisierung seines Regiments trat Krosigk zum Regiment Potsdam über, wo er bis zum 1. Mai 1919 verblieb. An diesem Tage wurde er in den Dienst der Reichswehr übernommen und als Adjutant dem 3. Reichswehr-Jäger-Bataillon zugeteilt. Zum 16. Mai 1920 wechselte er in gleicher Funktion zum II. Bataillon des 5. Infanterie-Regiments über. Dort verblieb Krosigk bis zum 1. Januar 1920 und wechselte, erneut in der Stellung eines Adjutanten, zum Lehrbataillon des 9. Infanterie-Regiments über. Diese Funktion hielt Krosigk bis zum 1. Dezember 1921 und stieg anschließend innerhalb seines Regiments zum Ordonnanzoffizier im Regimentsstab auf. Vom 19. April 1922 bis 1. November 1927 fungierte er als Kompanieoffizier der 6. Kompanie und absolvierte diverse Waffenlehrgänge, darunter auch einen Nachrichtenlehrgang.
Zum 1. November 1928 wechselte Krosigk als Kompanieoffizier in das 8. Infanterie-Regiment über, wo er im dortigen 8. Bataillon eingesetzt wurde. Zum 1. Oktober 1928 verließ er das Regiment und absolvierte bis zum 1. Oktober 1930 seine Führergehilfenausbildung im Reichswehrministerium in Berlin. Im Anschluss hieran diente er vom 1. Oktober 1930 bis 1. Oktober 1931 bei der Stadtkommandantur Berlin. Im Anschluss agierte Krosigk bis zum 1. Oktober 1934 in der Nachrichten-Abteilung 6 in Hannover, wo er ab 1. Oktober 1932 unter gleichzeitiger Beförderung zum Hauptmann als Chef der 2. Kompanie eingesetzt war. Am 1. Oktober 1934 erfolgte seine Abkommandierung zum Reichswehrrekrutierungsamt nach Münster, wo er bis zum 1. Mai 1935 verblieb. Dort wurde er am 1. Mai 1935 zur Wehrersatzinspektion, ebenfalls in Münster angesiedelt, abkommandiert. Zum 20. November 1935 erfolgte Krosigks erneute Abkommandierung zur 4. Abteilung des Generalstabes des Heeres, wo er am 1. März 1936 seine Beförderung zum Major erhielt. In diesem Rang wurde Krosigk am 6. Oktober 1936 in den Stab der 28. Infanterie-Division versetzt, wo er bis zum 1. August 1938 verblieb. An diesem Tag wechselte Krosigk als Lehrausbilder an die Kriegsakademie Berlin über, wo er bis zum 26. August 1939 tätig war. Am 1. April 1939 wurde er zum Oberstleutnant befördert. Im Zuge der Mobilmachung erfolgte an diesem Tag seine Versetzung in den Generalstab des stellvertretenden Generalkommandos des VIII. Armeekorps, wo er bis zum 10. September 1939 eingesetzt war.

### Zweiter Weltkrieg
Während des noch laufenden Überfalls auf Polen diente Krosigk vom 10. September bis 3. Oktober 1939 als Erster Generalstabsoffizier (Ia) der Armeeabteilung A sowie anschließend bis zum 27. November 1939 beim Grenzabschnittskommando Süd. Danach wurde er in das Generalkommando des XXII. Armeekorps abkommandiert, von wo aus Krosigk vom 1. Dezember 1939 bis 20. September 1940 als Erster Generalstabsoffizier diente. Am 20. September 1940 wurde Krosigk in die Führerreserve versetzt, um bis Mitte März 1941 an der Luftkriegsakademie in Berlin-Gatow eingesetzt zu werden. Am 15. März 1941 wurde Krosigk zum Chef des Generalstabes beim Befehlshaber des Rückwärtigen Heeresgebietes Süd an der Ostfront ernannt. Hier diente er zunächst unter Karl von Roques, ab dem 27. Oktober 1941 dann General der Infanterie Erich Friderici. Als Chef des Generalstabes beim Befehlshaber des Rückwärtigen Heeresgebietes Süd erfolgte am 1. April 1941 seine Beförderung zum Oberst.
Vom 26. Dezember 1941 bis zum 20. Juni 1943 war Krosigk zum Chef des Generalstabes des I. Armeekorps und erhielt am 9. August 1942 das Deutsche Kreuz in Gold. Während dieser Zeit fungierte er vom 14. Februar 1943 bis Ende des Monats zugleich als Kommandeur der 24. Infanterie-Division. Anschließend wurde Krosigk in die Führerreserve beim Oberkommando des Heeres versetzt und erst wieder zum 1. Juli 1943 mit der Führung der 1. Infanterie-Division betraut. Am 1. September 1943 wurde er, unter gleichzeitiger Beförderung zum Generalmajor, deren Kommandeur. Die Division kämpfte anschließend unter seinem Kommando in der Dritten Ladoga-Schlacht. Im Januar 1944 lag die Division im Raum Winniza und Krosigk erhielt am 12. Februar 1944 das Ritterkreuz des Eisernen Kreuzes. Im März 1944 wurde die Division mit Krosigk bei der Kesselschlacht von Kamenez-Podolski zusammen mit der 1. Panzer-Armee eingeschlossen. Allerdings gelang Generaloberst Hans-Valentin Hube durch seine Idee des „wandernden Kessels“, den größten Teil der deutschen Verbände der drohenden Vernichtung zu entziehen und die eigenen Linien zu erreichen. In diesem Zusammenhang wurde Krosigk am 31. März 1944 im Wehrmachtbericht erwähnt: „Südwestlich Proskurow sind weiterhin erbitterte Angriffs- und Abwehrkämpfe im Gange. Dabei hat sich die ostpreußische 1. Infanteriedivision unter Führung des Generalmajors v. Krosigk besonders bewährt.“
Nach der erfolgreichen Kesselwanderung wurde die 1. Infanterie-Division unter Krosigk über Brody nach Ostpreußen verlegt und stand ab August 1944 im Raum Schloßberg im Rahmen der 4. Armee erneut in Abwehrkämpfen mit der Roten Armee. Am 1. Oktober 1944 gab Krosigk das Kommando der Division an Generalleutnant Hans Schittnig ab und war bis Mitte Dezember 1944 erneut in die Führerreserve versetzt worden. Von dort wurde Krosigk am 15. Dezember 1944 zunächst mit der Führung des XVI. Armeekorps betraut, dessen Kommandierender General er am 30. Januar 1945, nach seiner Ernennung zum General der Infanterie, wurde. Das Korps unterstand dabei der Heeresgruppe Nord bzw. nach deren Umbenennung im Februar 1945 der eingeschlossenen Heeresgruppe Kurland ebendort. Am 6. April 1945 gab Krosigk das Kommando an Generalleutnant Gottfried Weber ab und wurde am gleichen Tag mit der Führung der 16. Armee beauftragt. Am 10. April wurde Krosigk bei einem Angriff der sowjetischen Luftwaffe bei Kandau getötet und zwei Tage später posthum mit dem Eichenlaub zum Ritterkreuz des Eisernen Kreuzes ausgezeichnet (827. Verleihung). Seine Nachfolge übernahm bis Kriegsende General der Gebirgstruppe Friedrich Jobst Volckamer von Kirchensittenbach.

### Verwicklung in den Holocaust
Als Chef des Stabes von Karl von Roques war von Krosigk am Holocaust beteiligt. Er nahm am 25. August 1941 an einer Sitzung im Hauptquartier des Generalquartiermeisters teil, die den Vorbereitungen der für den 1. September 1941 geplanten Etablierung des Reichskommissariats Ukraine durch zivile, militärische und polizeiliche Stellen gewidmet war. Auf dieser Sitzung ließ der nicht anwesende Höhere SS- und Polizeiführer Russland-Süd Friedrich Jeckeln ausrichten, dass er einen Massenmord an Tausenden von Juden durchführen werde:

„Major Wagner erläuterte […]. Bei Kamenetz-Podolsk hätten die Ungarn etwa 11.000 Juden über die Grenze geschoben. In den bisherigen Verhandlungen sei es noch nicht gelungen, die Rücknahme dieser Juden zu erreichen. Der Höhere SS- und Polizeiführer (SS-Obergruppenführer Jeckeln) hoffe jedoch, die Liquidation dieser Juden bis zum 1. September 1941 durchgeführt zu haben. […]“

Die Teilnehmer der Besprechung blieben trotz der Deutlichkeit dieser Ankündigung ungerührt, das Vorhaben wurde nicht weiter erörtert.
Der Historiker Dieter Pohl bezeichnete dies als Verabredung zum Völkermord, denn kurz nach der Sitzung begann das Massaker von Kamenez-Podolsk mit 23.600 erschossenen Juden.